# E35 (európai út)
Az E35 egy európai út,mely észak-déli irányba szeli át Európát.

## Fontosabb városok
Az autópálya fontosabb állomásai északról dél felé haladva:
- Hollandia
  - Amszterdam -  A2
  - Utrecht - A2, A12
  - Arnhem - A12
- Németország
  - Duisburg - A3
  - Düsseldorf - A3
  - Köln - A3
  - Bonn - A3
  - Wiesbaden - A3
  - Frankfurt am Main - A3
  - Darmstadt - A67, A5
  - Bensheim - A5
  - Heidelberg - A5
  - Karlsruhe - A5
  - Baden-Baden - A5
  - Freiburg im Breisgau - A5
- Svájc
  - Basel - A2
  - Luzern - A2
  - Altdorf - A2
  - Bellinzona - A2
  - Lugano - A2
  - Chiasso - A2
- Olaszország
  - Como - A9
  - Milánó - A9, A8, A50, A1
  - Piacenza - A1
  - Parma - A1
  - Modena - A1
  - Bologna - A1
  - Firenze - A1
  - Arezzo - A1
  - Orvieto - A1
  - Róma - A1dir

Alagutak:
- Gotthárd-alagút, Svájc